# 솔로몬 제도 요리

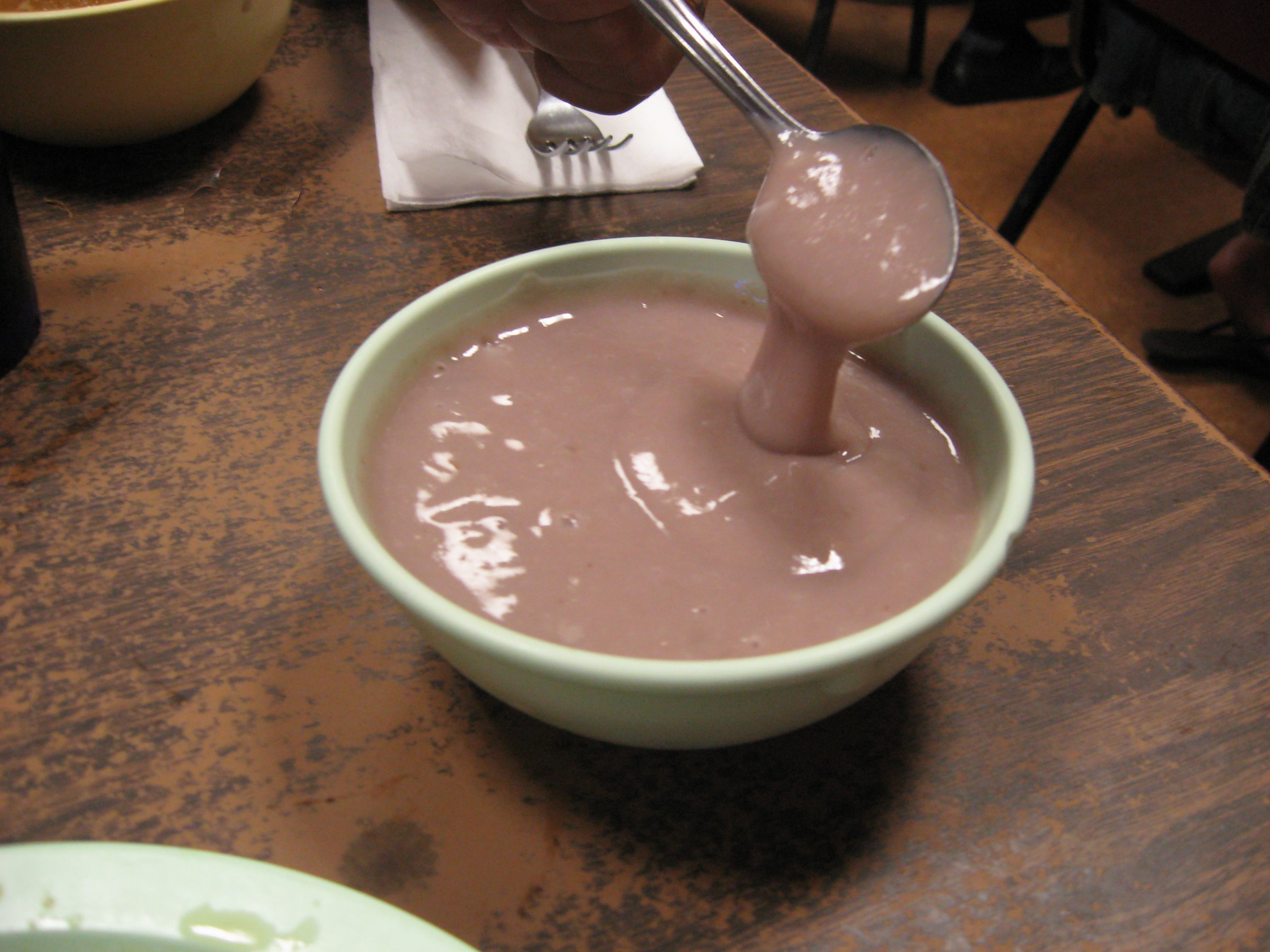
포이

솔로몬 제도 요리(Solomon 諸島 料理, 영어: Solomonian cuisine 솔러모니언 퀴진[*])는 멜라네시아에 있는 솔로몬 제도의 요리이다.

## 같이 보기
- 멜라네시아 요리